# Stephen Stills 2
| 전문가 평가                   | 전문가 평가 |
| 평가 점수                     | 평가 점수   |
| 출처                          | 점수        |
| ----------------------------- | ----------- |
| AllMusic                      | [ 1 ]       |
| Christgau's Record Guide      | C           |
| The Village Voice             | C           |
| Encyclopedia of Popular Music | [ 4 ]       |

《Stephen Stills 2》는 1971년 6월 30일, 애틀랜틱 레코드에서 발매된 미국의 음악가 스티븐 스틸스의 두 번째 솔로 음반이다. 그것은 빌보드 200에서 8위로 정점을 찍었고, 미국 음반 산업 협회에 의해 골드 레코드로 인증되었다. 이 음반에서 두 개의 싱글이 발매되었는데, 둘 다 빌보드 핫 100 차트에서 40위 안에 들지 못했고, 〈Change Partners〉는 43위로 정점을 찍은 반면, 〈Marianne〉은 42위로 정점을 찍었다.

## 배경
크로스비, 스틸스, 내시 & 영이 해체된 후, 엄청난 소유 혐의로 체포되고, 약을 과다 복용하고, 리타 쿨리지를 그레이엄 내시에게 빼앗긴 후, 스틸스는 매우 다작하게 되었고, 이 음반을 위해 23곡을 쓰고 녹음했다. 원래는 〈Johnny's Garden〉, 〈Love Story〉, 〈So Begins the Task〉, 〈The Treasure〉, 〈Colorado〉, 〈Fallen Eagle〉, 〈Rock and Roll Crazies〉 등의 곡을 수록한 더블 음반이었다. 하지만 애틀랜틱 레코드의 운영자 아메트 어터건은 싱글 음반이라고 주장했다.
스틸스는 최근 시카고, 블러드, 스웨트 & 티어스 등 호른 섹션을 가진 밴드들의 성공에 영향을 받아 팬들의 엇갈린 반응에도 불구하고 이번 음반과 투어에서 멤피스 혼즈를 소개했다.
1971년 2월부터 3월까지 마이애미의 크라이테리어 스튜디오에서 1970년대 작품 대부분을 앨버트 브라더스와 함께 녹음한 첫 음반이다. 아흐메트 에르테군은 마이애미에 서부 해안의 모든 드라마에서 벗어날 것을 제안했다. 스틸스는 그의 첫 음반이 발매되기 한 달 전에 음반 작업을 시작했다. 이 음반은 그의 첫 음반 이후 6개월 만에 발매되었다.

## 내용
가사는 문고리의 커버 안쪽에 빨간색으로 인쇄되어 있었고, 먼 곳을 가리키는 산악지대의 스티븐 스틸스의 배경 사진에 쓰여 있었다. 가사의 원판 인쇄에 많은 오류가 있어서 애틀랜틱은 가사의 수정과 함께 뒷면 커버의 수축 랩에 큰 스티커를 부착하여 음반을 발행해야 했다. 이후 판은 게이트폴드 안에서 가사를 수정해 음반에 수정 스티커를 붙이지 않았다.
《Déjà Vu》에서 시연된 〈Singin' Call〉은 리타 쿨리지에 관한 것이다. 스틸스는 밥 딜런의 〈It's Alright, Ma (I'm Only Bleeding)〉에서 음악적 영향을 받은 아파르트헤이트에 대한 다큐멘터리 영화를 본 후 〈Word Game〉을 쓰도록 영감을 받았다. 스틸스와 에릭 클랩튼이 기타로 피처링한 〈Fishes and Scorpions〉은 그의 첫 음반 녹음 세션에서 녹음되었다. 〈Relaxing Town〉은 혁명에서 벗어나 편안한 마을에 정착하기를 원하는 내레이터와의 단절감을 표현한다. 시카고 세븐 중 한 명인 제리 루빈과 리처드 J. 데일리 시장에 대한 언급이 담겨 있다.

## 곡 목록
모든 곡들은 특별한 언급이 없는 한 스티븐 스틸스에 의해 작사/작곡하였다.
| #  | 제목                        | 작사·작곡         | 재생 시간 |
| -- | --------------------------- | ----------------- | --------- |
| 1. | 〈Change Partners〉         |                   | 3:13      |
| 2. | 〈Nothin' to Do but Today〉 |                   | 2:40      |
| 3. | 〈Fishes and Scorpions〉    |                   | 3:13      |
| 4. | 〈Sugar Babe〉              |                   | 4:04      |
| 5. | 〈Know You Got to Run〉     | 스틸스, 존 홉킨스 | 3:50      |
| 6. | 〈Open Secret〉             |                   | 5:00      |

| #  | 제목                   | 재생 시간 |
| -- | ---------------------- | --------- |
| 1. | 〈Relaxing Town〉      | 2:20      |
| 2. | 〈Singin' Call〉       | 3:01      |
| 3. | 〈Ecology Song〉       | 3:22      |
| 4. | 〈Word Game〉          | 4:13      |
| 5. | 〈Marianne〉           | 2:27      |
| 6. | 〈Bluebird Revisited〉 | 5:23      |

## 인증
| 국가                       | 인증 | 판매량/출하량 |
| -------------------------- | ---- | ------------- |
| 미국 (RIAA)                | 골드 | 500,000^      |
| ^출하량을 기반으로 한 인증 |      |               |